# Cixiidae
Cixiidae é uma família de hemípteros da subordem Auchenorrhyncha com distribuição cosmopolita, que compreende mais de 2 000 espécies distribuídas por mais de 150 géneros.
As espécies pertencentes a géneros da família Cixiidae são em geral comparativamente pequenas (tamanho corporal inferior a um centímetro). Os adultos alimentam-se de ervas, arbustos ou árvores, sendo que alguns são polífagos, outros estão especializados em determinadas plantas hospedeiras (monófagos).
A família inclui algumas espécies cavernícolas, as quais se alimentam das raízes que penetram nas cavidades vulcânicas.
As fêmeas ocasionalmente apresentam impressionantes "caudas de cera" criadas pela cera que produzem nas placas situadas no extremo do seu abdómen.
Várias espécies têm importância económica (por exemplo as espécies Hyalesthes obsoletus e Haplaxius crudus). Algumas das espécies são parasitas, causando danos em palmeiras, entre as quais os coqueiros, e nas folhagens de videira, de beterraba açucareira e de lírios.

## Subfamílias
A família compreende as seguintes subfamílias:
- Borystheninae;
- Bothriocerinae;
- Cixiinae